# Meshech Weare
Pour les articles homonymes, voir Weare.
Meshech Weare (né le 16 juin 1713 et mort le 14 janvier 1786) était un fermier, avocat et homme d'État qui fut le premier président (gouverneur) de l'État du New Hampshire.

## Biographie
Meshech est né à Deacon (aujourd'hui Seabrook), le plus jeune d'une famille de 14 enfants. 
Il siège à l'Assemblée provinciale comme représentant de Hampton Falls. Il en devient le Président pendant 8 ans. En 1754, il est l'un des délégués du New Hampshire au Congrès d'Albany.
Le 5 janvier 1776, le New Hampshire devient le premier État américain à adopter une constitution officielle. Weare participe à la rédaction de ce document qui a servi d'instrument gouvernemental pour les huit années suivantes jusqu'à l'adoption d'une deuxième constitution en 1784. En pratique, le pouvoir exécutif était délégué à un comité de sécurité composé de huit ou dix dirigeants. Ce comité avait tous les pouvoirs pour agir en dehors des sessions de la législature. Weare a été élu président de ce Comité de sécurité pendant toute la Révolution américaine.
En plus d'être le premier président du New Hampshire (poste correspondant à l'actuel gouverneur), Weare a été juge en chef de la plus haute Cour de l'État de 1776 à 1782 er président de la Chambre haute du corps législatif. Il a été élu membre honoraire étranger de l'Académie américaine des arts et des sciences en 1782.
La ville de Weare du New Hampshire (anciennement Hale's Town ou Robie's Town) a été renommée en 1764 en son honneur.

## Source
- (en) Cet article est partiellement ou en totalité issu de l’article de Wikipédia en anglais intitulé « Meshech Weare » (voir la liste des auteurs).